# Kinesiska namn
Kinesiska personnamn består av två delar, som i kinesiska pass har samma engelska översättning som de svenska efternamn och förnamn. På kinesiska skrivs emellertid dessa delar i omvänd ordning mot de flesta västerländska språk, alltså med "efternamnet" före "förnamnet". Situationen kompliceras av att namn på kineser bosatta i västvärlden eller som på annat sätt har internationell anknytning, ibland skrivs på västliga språk i västlig ordning. 
Det kinesiska namnskicket med "efternamnet" först gäller också för flera andra östasiatiska språk som koreanska, japanska, vietnamesiska och burmesiska. När sådana namn återges på ett västligt språk, varierar emellertid ordningen. Sålunda skrivs moderna japanska namn i västvarlden alltid i västlig ordning.
På kinesiska skrivs personnamn i allmänhet med tre men inte sällan med två tecken, som vardera representerar en stavelse. Det första tecknet är släktnamnet (姓, xìng) och det eller de följande det givna namnet eller "förnamnet" (名, míng). Enligt pinyin-transkriptionen, som används (utan tonmarkeringar) i officiella dokument i Folkrepubliken Kina, skrivs de båda stavelserna i det givna namnet samman som ett ord.  I namnet Mao Zedong (毛泽东, pinyin Máo Zédōng) är alltså Mao (毛) familjenamnet och Zedong (泽东) det givna namnet. 
I andra transkriptionssystem kan det givna namnet skrivas samman med bindestreck, t.ex. Chiang Kai-shek (蒋介石 pinyin Jiǎng Jièshí), men det kan också skrivas som skilda ord. Ett exempel på detta är Hongkongs tidigare ledare Tung Chee Hwa (också skrivet C.H. Tung och  Tung Chee-hwa, traditionellt 董建華, förenklat 董建华, pinyin Dǒng Jiànhuá). Skillnaderna mellan olika transkriptioner visar hur stora skillnader det är mellan syd- och nordkinesiskt språk. För mindre kända personer med särskrivna trestavelses namn eller med tvåstavelsesnamn kan det ibland vara svårt att avgöra om namnet är skrivet i kinesisk eller i västlig ordning. 
Förutom xing och ming var bruket av stilnamn, zi vanligt fram till början av 1900-talet, och många historiska personer är dessutom kända under sina "smeknamn", hao.
Eftersom det inte görs något tomrum mellan släktnamn och givet namn när dessa skrivs med tecken, får man i osäkra fall tillgripa följande tumregel:
1. Om namnet består av två eller tre tecken, så är antagligen det första tecknet familjenamn och resten det givna namnet.
2. Om namnet har fler än tre tecken, så är de två första tecknen familjenamn och resten det givna namnet.

## Givna namn eller "förnamn"
Kinesiska givna namn eller "förnamn" har ofta en specifik betydelse, som kan variera över vida gränser. Ofta uttrycker det en egenskap som föräldrarna ville att deras barn skulle få. Pojkar kan ha namn som anspelar på styrka, klokhet eller mod, medan flicknamn ofta anspelar på estetiska kvaliteter. Det kan anspela på politik, på religion, på vädret eller årstiden då barnet blev fött eller på astrologiska förutsägelser. Ett astrologiskt betingat pojknamn är Hailin (海林), översatt "havskog", som skall kompensera för brist på elementen vatten och trä i barnets horoskop.
Det som inte förekommer på kinesiska är att barn får namn efter äldre släktingar eller efter berömda personer.
I vissa familjer eller ätter är den första stavelsen av det givna namnet en generationsmarkör, som är gemensam för alla som tillhörde samma generation av ätten. Mao Zedong (毛泽东) och hans yngre bröder Mao Zemin (毛泽民) och Mao Zetan (毛泽覃) hade generationsmarkören Ze (泽), som gott kunde ha valts flera generationer tidigare. - Med den kinesiska ettbarnspolitiken är systemet med generationsmarkörer mindre framträdande idag.
Ett liknande fastän mindre formellt drag är när föräldrarna själva väljer en gemensam första stavelse för sina barns namn. En dotter född i januari kan till exempel få namnet Xuefen (雪芬, pinyin Xuěfēn) medan hennes yngre syster kan heta Xuefang (雪芳). Här betyder Xue snö och det sammansatta ordet fenfang (芬芳 pinyin fēnfāng) väldoft eller väldoftande. Båda namnen har alltså betydelsen "väldoftande snö". 
Kinesiska småbarn får ofta ett smeknamn kallat "mjölknamn" (乳名, rǔmíng) som kan bildas på olika sätt.
Man kan fördubbla sista stavelsen i namnet, eller sätta Xiao (小=liten) eller A (阿 utan betydelse, låter sött) framför denna. 
Som exempel kan ett barn med namnet Huang Yunting (黃雲婷) kallas Tingting (婷婷), Xiaoting (小婷), Ating (阿婷) eller eventuellt Ayun (阿雲).
Smeknamnen kan också ange plats i en syskon- eller kusinskara, till exempel Yidan (一胆), Erdan (二胆), Sandan (三胆), där dan (胆, pinyin dǎn) betyder djärv. 
Kineser med utlandskontakter tar ibland ett västerländskt, oftast engelskt förnamn och använder det tillsammans med det egna familjenamnet. Ett känt exempel är skådespelaren och kampsportsartisten Bruce Lee. För västerlänningar utan kunskaper i kinesiska är ett sådant namn lättare att komma ihåg än ett rent kinesiskt namn. Sådana västliga förnamn ligger ibland närmare kinesiska namntraditioner än västerländska, som till exempel "Snow", "Apple", "Candy".

## Släktnamn
Följande tabell listar de 60 vanligaste släktnamnen med uttalsskrivning i standardkinesiska och kantonesiska enligt .
Anmärkningar till tabellen: Under Annan står transkriptioner, som fanns redan innan de enhetliga systemen infördes och framför allt används av utlandskineser och vissa dialekter. Diakritiska tecken, som anger tonen, skrivs inte ut i officiella dokument, såsom pass.
|      | 漢字/汉字 hànzì | 漢字/汉字 hànzì | Standardkinesiska | Standardkinesiska | Standardkinesiska | Kantonesiska  | Kantonesiska  | Kantonesiska | Andra dialekter |
| Trad | Förenkl         | Pinyin          | W-G1              | Annan             | Jyutping          | Yale/py       | Annan         |              | Andra dialekter |
| ---- | --------------- | --------------- | ----------------- | ----------------- | ----------------- | ------------- | ------------- | ------------ | --------------- |
| 1    | 王              | 王              | Wáng              | Wang              |                   | Wong4         | Wong          | Vong         | Ong             |
| 2    | 陳              | 陈              | Chén              | Ch'en (Chen)      | Chern             | Can4          | Chan          | Chun         | Tan, Ding       |
| 3    | 李              | 李              | Lǐ                | Li                | Lee               | Lei5          | Lee           |              | Ly, Le          |
| 4    | 張              | 张              | Zhāng             | Chang             |                   | Zoeng1        | Cheung        |              |                 |
| 5    | 劉              | 刘              | Liú               | Liu               | Liou              | Lau4          | Lau           | Liao         |                 |
| 6    | 楊              | 杨              | Yáng              | Yang              |                   | Joeng4        | Yeung         |              |                 |
| 7    | 黃              | 黄              | Huáng             | Huang             | Hwang             | Wong4         | Wong          |              | Vong            |
| 8    | 吳              | 吴              | Wú                | Wu                | Woo               | Ng4           | Ng            |              |                 |
| 9    | 林              | 林              | Lín               | Lin               |                   | Lam4          | Lam           | Lum          | Lim             |
| 10   | 周              | 周              | Zhōu              | Chou              | Joe               | Zau1          | Chow          |              |                 |
| 11   | 葉              | 叶              | Yè                | Yeh               |                   | Jip6          | Yip           | Ip           |                 |
| 12   | 趙              | 赵              | Zhào              | Chao              |                   | Ziu6          | Chiu          | Jiu          |                 |
| 13   | 呂              | 吕              | Lǚ                | Lü (Lu)           |                   | Leoi5         | Lui           |              |                 |
| 14   | 徐              | 徐              | Xú                | Hsü (Hsu)         |                   | Ceoi4         | Tsui          |              |                 |
| 15   | 孫              | 孙              | Sūn               | Sun               | Suen              | Syun1         | Sun / Suen    |              |                 |
| 16   | 朱              | 朱              | Zhū               | Chu               |                   | Zyu1          | Chu           | Chue         | Gee, Ju         |
| 17   | 高              | 高              | Gāo               | Kao               |                   | Gou1          | Ko            | Go           |                 |
| 18   | 馬              | 马              | Mǎ                | Ma                |                   | Maa5          | Ma            | Mah          |                 |
| 19   | 梁              | 梁              | Liáng             | Liang             |                   | Loeng4        | Leung / Leong | Lang         |                 |
| 20   | 郭              | 郭              | Guō               | Kuo               |                   | Gwok3         | Kwok          |              |                 |
| 21   | 何              | 何              | Hé                | Hê, Ho            |                   | Ho4           | Ho            |              |                 |
| 22   | 鄭              | 郑              | Zhèng             | Cheng             | Jehng             | Zeng6         | Cheng         |              |                 |
| 23   | 胡              | 胡              | Hú                | Hu                |                   | Wu4           | Wu            | Woo          |                 |
| 24   | 蔡              | 蔡              | Cài               | Ts'ai (Tsai)      |                   | Coi3          | Choi          | Choy         |                 |
| 25   | 曾              | 曾              | Zēng              | Tseng             | Tzeng             | Cang4         | Tsang         |              |                 |
| 26   | 佘              | 佘              | Shē               | She               |                   | Se4           | Sheh          |              |                 |
| 27   | 鄧              | 邓              | Dèng              | Teng              |                   | Dang6         | Tang          | Dung         |                 |
| 28   | 沈              | 沈              | Shěn              | Shen              |                   | Sam2          | Sum           | Shum         |                 |
| 29   | 謝              | 谢              | Xiè               | Hsieh             | Sheih             | Ze6           | Tse           |              | Cheah           |
| 30   | 唐              | 唐              | Táng              | T'ang (Tang)      |                   | Tong4         | Tong          |              |                 |
| 31   | 許              | 许              | Xǔ                | Hsü (Hsu)         |                   | Heoi2         | Hui           |              |                 |
| 32   | 羅              | 罗              | Luó               | Lo                |                   | Lo4           | Lo            | Law, Lowe    |                 |
| 33   | 袁              | 袁              | Yuán              | Yüan (Yuan)       |                   | Jyun4         | Yuen          |              |                 |
| 34   | 馮              | 冯              | Féng              | Feng              | Ferng             | Fung4         | Fung / Fong   |              |                 |
| 35   | 宋              | 宋              | Sòng              | Sung              | Soong             | Sung3         | Shung (?)     |              |                 |
| 36   | 蘇              | 苏              | Sū                | Su                |                   | Sou1          | So            |              |                 |
| 37   | 曹              | 曹              | Cáo               | Ts'ao (Tsao)      |                   | Cou4          | Cho           |              |                 |
| 38   | 陸              | 陆              | Lù                | Lu                |                   | Luk6          | Luk (?)       |              |                 |
| 39   | 麥              | 麦              | Mài               | Mai               |                   | Maak6         | Mak           | Muk          |                 |
| 40   | 董              | 董              | Dǒng              | Tung              |                   | Dung2         | Tung          |              |                 |
| 41   | 于              | 于              | Yú                | Yü (Yu)           |                   | Jyu1 or Jyu4? | Yu            |              |                 |
| 42   | 韓              | 韩              | Hán               | Han               |                   | Hon4          | Han           |              |                 |
| 43   | 任              | 任              | Rèn               | Jen               |                   | Jam4 or Jam6? | Yam           | Yum          |                 |
| 44   | 蔣              | 蒋              | Jiǎng             | Chiang            | Chung             | Zoeng2        | Cheung        | Chiang       |                 |
| 45   | 顧              | 顾              | Gù                | Ku                |                   | Gu3           | Gu            | Goo          |                 |
| 46   | 鍾              | 钟              | Zhōng             | Chung             |                   | Zung1         | Chung         |              |                 |
| 47   | 方              | 方              | Fāng              | Fang              |                   | Fong1         | Fong          |              |                 |
| 48   | 杜              | 杜              | Dù                | Tu                |                   | Dou6          | To / Do       |              |                 |
| 49   | 丁              | 丁              | Dīng              | Ting              |                   | Ding1         | Ting          | Ding         |                 |
| 50   | 姚              | 姚              | Yáo               | Yao               |                   | Jiu4          | Yao           |              |                 |
| 51   | 潘              | 潘              | Pān               | P'an (Pan)        |                   | Pun1          | Poon          |              |                 |
| 52   | 姜              | 姜              | Jiāng             | Chiang            |                   | Goeng1        | Geung         |              |                 |
| 53   | 譚              | 谭              | Tán               | T'an (Tan)        |                   | Taam4         | Tam           | Tom          | Hom             |
| 54   | 邱              | 邱              | Qiū               | Ch'iu (Chiu)      | Chiou             | Jau1          | Yau           |              |                 |
| 55   | 肖              | 肖              | Xiao              | Hsiao             |                   | Ciu3          | Chiu          |              |                 |
| 56   | 金              | 金              | Jīn               | Chin              | Kim               | Gam1          | Kam           | Gum          |                 |
| 57   | 賈              | 贾              | Jiǎ               | Chia              |                   | Gaa2          | Ga            |              |                 |
| 58   | 田              | 田              | Tián              | T'ien (Tien)      |                   | Tin4          | Tin           |              |                 |
| 59   | 崔              | 崔              | Cuī               | Ts'ui (Tsui)      | Tsuei             | Ceoi1         | Cheui (?)     |              |                 |
| 60   | 程              | 程              | Chéng             | Ch'eng (Cheng)    |                   | Cing4         | Ching         |              |                 |

1. Inofficiella versioner av Wade-Giles transkription utan diakritiska tecken inom parentes, som det mestadels används idag i Taiwan.